# Vineyard
För andra betydelser, se Vineyard (olika betydelser).
Vineyard är en evangelikal, karismatisk kyrka som bekänner sig till de fornkyrkliga trosbekännelserna. Man lägger stor vikt vid lovsång och tillbedjan med modern musik, stark bibeltro och utövande av nådegåvorna. De nordiska församlingarna är organiserade i Vineyard Norden.

## Historia och utbredning
Kyrkan grundades på 1970-talet av Kenn Gulliksen, men det var när ledarskapet i början av 1980-talet övertogs av John Wimber som den blev känd och började växa kraftigt. Rörelsen har sedan dess aktivt arbetat med att "plantera" nya församlingar och fanns 2003 i över 80 länder. Vineyard Norden startade i Stockholm 1992 av Hans Sundberg, Hans Johansson och Ted Jeans. 
Vineyardrörelsen arrangerade under 1980-talet och 90-talet flera stora konferenser och dess pastorer var ofta inbjudna talare inom stora delar av kristenheten. Ledande evangelikala teologer, såsom Wayne Grudem, J.I. Packer med flera menar att den bidragit till att åstadkomma en nödvändig upprättelse av synen på de andliga gåvorna inom stora delar av kristenheten.
En viktig ekumenisk markering skedde 2002 då företrädare för rörelsen firade gudstjänst i Peterskyrkan i Rom tillsammans med romersk-katolska karismatiker.

## Troslära och värderingar
Vineyard-rörelsens teologi och värderingar skiljer sig inte nämnvärt från huvudriktningarna i traditionell protestantisk/evangelisk kristen tro. I Sverige kan man säga att de ligger ungefär mellan Oasrörelsen i Svenska kyrkan och pingströrelsen. Vineyard-rörelsen hade länge inte några egna officiella trosbekännelser eller läroskrifter, utöver de gammalkristliga bekännelseskrifterna. Praktiskt samlade man sig bakom huvudpunkterna i John Wimbers förkunnelse och undervisning. Wimber är särskilt känd för att betona kyrkotillväxt genom tecken och under, populärt kallat "power evangelism". Allt eftersom insåg man behovet av att samla rörelsens grundläggande värderingar och teologiska ställningstagande och sammanställde ett värdedokument som färdigställdes 1994. Det reviderades sedan 2004.
På en pastorskonferens 1992 presenterade Wimber vad han kallade Vineyards genetiska kod. Där samlade han de nyckelvärderingar som han menade binder samman rörelsen. Dessa var:
- Bibeltro
- Undervisning
- Tillbedjan och lovsång i moderna musikaliska uttrycksformer.
- Organisering i hus- och cellgrupper som viktig del i församlingens liv.
- Utåtriktat socialt engagemang mot svaga och fattiga.
- Fokus på församlingsplantering och mission
- Vilja till samarbete med andra kristna för ekumeniskt arbete.

Vineyard-rörelsen ser sig själv som "den radikala mitten", vilket omtalas i Bill Jacksons bok "The Quest for the Radical Middle - A History of the Vineyard". Man vill placera sig centralt i kyrkspektrumet, mitt emellan ytterligheterna. Med andra ord skulle man kunna säga att man vill vara "både och", inte "antingen eller". Man är både traditionellt evangelikala och karismatiska, det vill säga man att man ser Bibeln som Guds uppenbarade ord, samtidigt som man menar att den helige Ande kan tala till och verka i församlingen idag, till exempel genom tungotal, helande och profeterande. Man är värdekonservativa och progressiva på samma gång, genom starka hållningar till etiska frågor som samlevnad och äktenskap, men man eftersträvar också starkt socialt engagemang.
Vineyard inordnas ofta felaktigt i pingströrelsen och trosrörelsen.

## Gudstjänstform
I sina möten och andra aktiviteter lägger Vineyard vikt vid att vara kulturellt relevanta och är bland annat kända för en fri och ohögtidlig gudstjänstordning med modern musikalisk klädnad. Denna mötesform tilltalar inte minst unga människor. 
Kända amerikanska rockmusiker som Larry Norman och Chuck Girard ingick i den bibelstudiegrupp som Kenn Gulliksen startade 1975 i Beverly Hills. Där deltog även Bob Dylan under en tid. Även John Wimber hade bakgrund som rockmusiker.
Vineyard-rörelsens sång- och musikstil har efter hand blivit tongivande även i andra samfund och församlingar, på samma sätt som vikten av lovsång och tillbedjan som en viktig del av gudstjänstslivet. Vineyards musik har marknadsförts via musikförlaget Vineyard Music, som inte är kommersiellt utan skänker vinsten till församlingsplanteringar och sociala engagemang.

## Organisation
Vineyards högsta organ är det internationella konsortiet, Vineyard International Consortium (VIC) som består av ledarna för åtta regionala kyrkorörelser, Association of Vineyard Churches (AVC):
- AVC Kanada
- AVC i Beneluxländerna
- AVC Nya Zeeland
- AVC Sydafrika
- AVC på Brittiska öarna
- AVC USA
- Tyskspråkiga AVC
- Vineyard Norden

I Sverige erhåller inte Vineyard statsbidrag från Myndigheten för stöd till trossamfund.